# Черцито Пиколо (Авелино)
Черцито Пиколо је насеље у Италији у округу Авелино, региону Кампанија.
Према процени из 2011. у насељу је живело 79 становника. Насеље се налази на надморској висини од 389 м.